# Yvonne Legeay
Pour les articles homonymes, voir Legeay.
Yvonne Juliette Eugénie Charlot dite Yvonne Legeay, est une actrice française, née à Paris (3e) le 19 mars 1892 et morte le 11 décembre 1980 à Paris (16e).

## Biographie
Fille de Marie Victorine Boivin et de Louis Eugène Charlot, un émailleur installé rue de Montmorency, elle débute sur la scène des théâtres parisiens au début des années 1910, dans la troupe de Cora Laparcerie aux Bouffes-Parisiens.
Le 15 mars 1912 à Paris 18e, elle épouse le champion de boxe anglaise Marc Gaucher. Elle en divorcera en 1920, après une sombre affaire de recel impliquant le champion Louis de Ponthieu avec qui elle eut une liaison. 
En 1922, Madame Rasimi l'engage pour jouer deux revues au Ba-Ta-Clan.
Très liée à la fin de sa vie avec Jean-Claude Brialy, ce dernier lui offre deux rôles dans deux de ses films.

## Filmographie
- 1925 : Le Voyage imaginaire de René Clair
- 1928 : Princesse Mandane de Germaine Dulac
- 1934 : Ferdinand le noceur de René Sti
- 1935 : Le Bébé de l'escadron de René Sti
- 1936 : Monsieur est saisi de René Sti (court métrage)
- 1938 : Le Ruisseau de Maurice Lehmann et Claude Autant-Lara
- 1939 : Notre-Dame de la Mouise de Robert Péguy
- 1939 : Sans lendemain de Max Ophüls
- 1939 : Untel Père et Fils de Julien Duvivier
- 1951 : Casque d'Or de Jacques Becker
- 1951 : Le Crime du Bouif d'André Cerf
- 1951 : Drôle de noce de Léo Joannon
- 1951 : Paris chante toujours de Pierre Montazel
- 1953 : Si Versailles m'était conté... de Sacha Guitry
- 1971 : Églantine de Jean-Claude Brialy
- 1973 : L'Oiseau rare de Jean-Claude Brialy

## Théâtre
- 1911 : Xantho chez les courtisanes, opérette de Jacques Richepin et Marcel Lattès : Xantho
- 1937 : Nous...les femmes nues !..., revue de Victor Vallier et Charles Cluny au concert Mayol[5].
- 1937 : Sex Appeal 37, revue de Charles Cluny au concert Mayol[6].
- 1955 : Le Troisième Jour d'après Ladislas Fodor, adaptation et mise en scène de Victor Francen, théâtre des Ambassadeurs : Violette